# Kanton Figeac-2
Der Kanton Figeac-2 ist seit 2015 ein französischer Wahlkreis im Arrondissement Figeac im Département Lot in der Region Okzitanien; sein Hauptort ist Figeac.

## Gemeinden
Der Kanton besteht aus 14 Gemeinden und Gemeindeteilen mit insgesamt 10.437 Einwohnern (Stand: 1. Januar 2022) auf einer Gesamtfläche von 173,99 km²:
| Gemeinde               | Einwohner 1. Januar 2022 | Fläche km² | Dichte Einw./km² | Code INSEE | Postleitzahl |
| ---------------------- | ------------------------ | ---------- | ---------------- | ---------- | ------------ |
| Bagnac-sur-Célé        | 1.481                    | 22,29      | 66               | 46015      | 46270        |
| Capdenac               | 1.070                    | 10,90      | 98               | 46055      | 46100        |
| Cuzac                  | 242                      | 5,02       | 48               | 46085      | 46270        |
| Felzins                | 467                      | 15,00      | 31               | 46101      | 46270        |
| Figeac                 | 4.231                    | 21,84      | 194              | 46102      | 46100        |
| Lentillac-Saint-Blaise | 191                      | 5,75       | 33               | 46168      | 46100        |
| Linac                  | 235                      | 12,30      | 19               | 46174      | 46270        |
| Lunan                  | 614                      | 6,15       | 100              | 46180      | 46100        |
| Montredon              | 301                      | 11,78      | 26               | 46207      | 46270        |
| Prendeignes            | 232                      | 15,76      | 15               | 46226      | 46270        |
| Saint-Félix            | 523                      | 7,73       | 68               | 46266      | 46100        |
| Saint-Jean-Mirabel     | 309                      | 9,20       | 34               | 46272      | 46270        |
| Saint-Perdoux          | 202                      | 12,53      | 16               | 46288      | 46100        |
| Viazac                 | 339                      | 17,74      | 19               | 46332      | 46100        |
| Kanton Figeac-2        | 10.437                   | 173,99     | 60               | 4608       | –            |

1. ↑   Nur der südöstliche Teil der Gemeinde, der Rest gehört zum Kanton Figeac-1.